# Bad Feilnbach
Bad Feilnbach (do 1973 Feilnbach) – miejscowość i gmina uzdrowiskowa w Niemczech, w kraju związkowym Bawaria, w rejencji Górna Bawaria, w regionie Südostoberbayern, w powiecie Rosenheim. Leży około 12 km na południowy zachód od Rosenheimu.

## Demografia
- 2001: 6 942
- 2002: 7 096
- 2003: 7 205
- 2004: 7 203
- 2005: 7 213

### Struktura wiekowa
Dane o ludności z 31 grudnia 2008:
| Opis                                | Ogółem | Ogółem | Kobiety | Kobiety | Mężczyźni | Mężczyźni |
| ----------------------------------- | ------ | ------ | ------- | ------- | --------- | --------- |
| Jednostka                           | osób   | %      | osób    | %       | osób      | %         |
| Populacja                           | 7435   | 100    | 3750    | 50,44   | 3685      | 49,56     |
| Wiek przedprodukcyjny (0–17 lat)    | 1526   | 20,52  | 738     | 9,93    | 788       | 10,6      |
| Wiek produkcyjny (18–65 lat)        | 4536   | 61,01  | 2271    | 30,54   | 2265      | 30,46     |
| Wiek poprodukcyjny (powyżej 65 lat) | 1373   | 18,47  | 741     | 9,97    | 632       | 8,5       |

## Polityka
Wójtem gminy jest Hans Hofer z FW, rada gminy składa się z 20 osób.
|      | CSU | SPD/PF | FW | Razem |
| 2008 | 9   | 3      | 8  | 20    |
| 2002 | 11  | 3      | 6  | 20    |

## Atrakcje turystyczne
Na terenie gminy jest wiele atrakcji dla turystów, m.in. wodospad oraz ścieżka zdrowia "Body2Brain" zachęcająca do prostych ćwiczeń poprawiających nastrój.